# Nor Amanos
Nor Amanos (in armeno Նոր Ամանոս?; precedentemente Nor Yedesia, fino al 1984 Sovchoz n°2) è un comune dell'Armenia di 672 abitanti (2010) della provincia di Aragatsotn. Il paese fu fondato come sovchoz.